# Балме д'Епи
Балме д'Епи (фр. Balme-d'Epy) насеље је и општина у источној Француској у региону Франш-Конте, у департману Јура која припада префектури Лон ле Соније.
По подацима из 2011. године у општини је живело 58 становника, а густина насељености је износила 19,53 становника/km². Општина се простире на површини од 2,97 km². Налази се на средњој надморској висини од 415 метара (максималној 556 m, а минималној 372 m).

## Демографија
| 1962. | 1968. | 1975. | 1982. | 1990. | 1999. | 2011. |
| ----- | ----- | ----- | ----- | ----- | ----- | ----- |
| 36    | 43    | 30    | 29    | 31    | 39    | 58    |

График промене броја становника у току последњих година